# 中國鳥腳龍屬
中國鳥腳龍屬（意為「中國的鳥類外形」），又名中国鸟形龙，是一種小型肉食性恐龍，屬於獸腳亞目傷齒龍科，身長為1公尺。中國鳥腳龍生存於早白堊紀巴列姆階的中國內蒙古，約1億1300萬年前，可能以小型哺乳類與昆蟲為食。

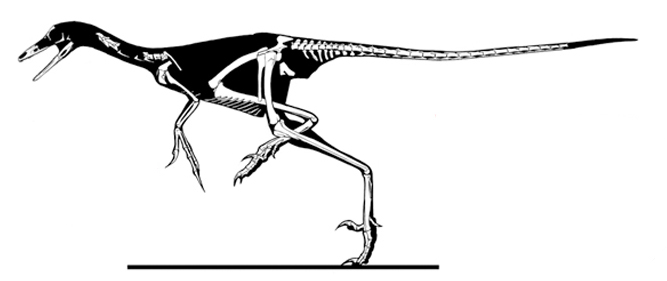
中國鳥腳龍已發現的骨骼部位，下方橫線為50公分比例尺

模式種為楊氏中國鳥腳龍（Sinornithoides youngi），是由戴爾·羅素與董枝明在1993年所敘述、命名。正模標本發現於伊金霍洛組（Ejinhoro Formation），是個幾乎完整、關節仍連階的骨骼，只缺少頭骨、頸椎、背椎等部份。如同寐龍的化石，中國鳥腳龍正模標本的口鼻部位於左前肢之下，處於鳥類棲息的狀態。